# Jana Břežková
Jana Břežková (* 6. September 1943 in Ostrava) ist eine tschechische Schauspielerin und Kostümbildnerin.

## Leben
Jana Břežková wuchs in Ostrava auf. Nach ihrem Schulabschluss absolvierte sie ihre Schauspielausbildung Anfang der 1960er-Jahre in Prag. Sie stand in mehreren Theaterstücken, Kabarett-Programmen und Varieté-Shows auf verschiedenen Theaterbühnen.
Von 1961 bis 2012 stand Břežková in mehr als 50 Film- und Fernsehproduktionen als Schauspielerin vor der Kamera, darunter auch in einigen DEFA-Filmen, die in der DDR produziert wurden. Sie war zudem viele Jahre lang als Kostümbildnerin bei Spielfilmen und am Theater tätig.

## Filmografie (Auswahl)
- 1969: Hádavá pohádka
- 1972: Věra: nevěra
- 1976: Die Braut mit den schönsten Augen
- 1981: Der Autovampir
- 1982: Der Mann von der Cap Arcona
- 2010: Comeback